# Cryptomycina
Cryptomycina — рід грибів. Назва вперше опублікована 1917 року.

## Класифікація
До роду Cryptomycina відносять 5 видів:
- Cryptomycina filicina
- Cryptomycina osmundae
- Cryptomycina osmundae
- Cryptomycina plumeriae
- Cryptomycina pteridis